# Барахоев, Мухарбек Ойбертович
Мухарбек Ойбертович Барахоев (род. 4 января 1971, Алкун, Чечено-Ингушская АССР) — российский политик, член Совета Федерации (2019—2024), член Комитета Совета Федерации по социальной политике.

## Биография
В 1989—1991 году проходил действительную военную службу по призыву, в 1993—1995 годах работал учителем физкультуры и труда в Алкунской средней школе, в 1997—2001 годах исполнял обязанности директора школы. В 2000 году окончил Ингушский государственный университет по специальности «история», в 2006 году приобрёл специальность «экономика и управление» в Северо-Кавказской академии государственной службы, также получил подготовку по специальности «государственное и муниципальное управление» в Российской академии государственной службы при президенте РФ.
С 2001 по 2018 год являлся главой администрации села Алкун, с 2018 года — председателем Сунженского районного совета депутатов. Одновременно в 2009, 2011, 2015 и 2019 годах избирался депутатом совета депутатов села Алкун I, II, III и IV созывов от партии «Единая Россия».
8 сентября 2019 года депутаты Народного собрания Ингушетии избрали главой республики Махмуд-Али Калиматова, и в этот же день тот назначил представителем исполнительной власти Ингушетии в Совете Федерации Мухарбека Барахоева.
С 9 марта 2022 года находится под санкциями всех стран Европейского союза, с 15 марта 2022 года находится под санкциями Великобритании, с 30 сентября 2022 года находится под санкциями Соединенных Штатов Америки, с 23 марта 2022 года находится под санкциями Канады, с 16 марта 2022 года находится под санкциями Швейцарии, с 21 апреля 2022 года находится под санкциями Австралии. Указом президента Украины Владимира Зеленского от 7 сентября 2022 находится под санкциями Украины. С 3 мая 2022 года находится под санкциями Новой Зеландии.
9 сентября 2024 года глава Ингушетии Калиматов наделил Михаила Илезова полномочиями сенатора — представителя исполнительной власти республики в Совете Федерации.

## Награды
- Медаль ордена «За заслуги перед Отечеством» II степени (17 августа 2023 года) — за большой вклад в развитие парламентаризма, активную законотворческую деятельность и многолетнюю добросовестную работу[7]
- Благодарность Правительства Российской Федерации (17 января 2023 года) — за большой вклад в развитие российского парламентаризма и активную законотворческую деятельность[8]